# Psilocerea viettei
Psilocerea viettei är en fjärilsart som beskrevs av Claude Herbulot 1954. Psilocerea viettei ingår i släktet Psilocerea och familjen mätare. Inga underarter finns listade.